# Гугетт Каланд
Гугетт Каланд (араб. أوغيت الخوري; уродж. El Khoury; 19 січня 1931 — 23 вересня 2019) — ліванська художниця, скульпторка та модельєрка, відома своїми абстрактними картинами. Жила та працювала в Лос-Анджелесі, її твори демонструвалися на численних виставках та в музеях по всьому світу.

## Дитинство та родина
Каланд народилася в ліванській політичній родині в Бейруті, Ліван. 19 січня 1931 р. її батько, Бечара Ель Хурі, став першим президентом Лівану після здобуття державою незалежності в 1943 році, прослуживши країні дев'ять років.

## Кар'єра
Каланд прийшла до мистецтва дещо пізно, розпочавши навчання в Американському університеті в Бейруті в 30-тих роках ХХ століття.
У 1970 році вона переїхала до Парижа, де жила й писала картини протягом 17 років. Вона стала постійним гостем у студії Феро, зустріла там багатьох художників, серед яких Андре Массон, П'єр Шеффер та Адальберто Мекареллі. У 1979 році Каланд співпрацювала з дизайнером П'єром Карденом, створивши ряд кафтанів, що були виставлені на експозиції «Espace Cardin». У 1983 році Каланд познайомилася з румунським скульптором Джорджем Апосту. З 1983 по 1986 рік вони працювали в Парижі та Лімузені, створюючи велику кількість картин та скульптур.
Після переїзду з однієї студії в іншу в 1997 році Гугетт Каланд нарешті оселилася в студії у Венеції, де часто приймала друзів та членів мистецької спільноти, серед яких Ед Мозес, Кріс Берден, Ларрі Белл, Біллі Аль Бенгстон та Джеймс Хейворд.
У 1987 році Каланд переїхала до Лос-Анджелеса, де жила і працювала ще протягом 26 років. У 2013 році вона повернулася до Бейруту, щоб попрощатися зі своїм вмираючим чоловіком, і залишилася там до кінця свого життя.

## Виставки

### Персональні виставки
- Гугет Каланд, Галерея Жанін Рубейз, Бейрут, 2011
- Ретроспектива Гугетт Каланд, Виставковий центр Бейрута, 2013
- Персональна виставка, Galerie Janine Rubeiz, Бейрут, 2018
- Тейт Сент-Айвз, Сент-Айвз, Велика Британія, 2019

### Групові виставки
- Мистецтво з Лівану, Виставковий центр Бейрута, 2012
- Institut du Monde Arabe, Париж, 2012 р.
- Бієнале на проспекті 3, Новий Орлеан, 2014
- Frize Masters, Лондон, 2014
- Музей молотків, зроблено в Л. А., 2016
- 57-а Бієнале де Венеція, 2017